# Alexander Hernandez
Alexander Hernandez, född 1 oktober 1992, är en amerikansk MMA-utövare som sedan 2018 tävlar i organisationen Ultimate Fighting Championship.

## Tävlingsfacit
| Resultat | Facit | Motståndare           | Metod                     | Evenemang                             | Datum             | Rond | Tid  | Plats                    | Notering                      |
| -------- | ----- | --------------------- | ------------------------- | ------------------------------------- | ----------------- | ---- | ---- | ------------------------ | ----------------------------- |
| Vinst    | 1–0   | Dimitre Ivy           | Domslut (enhälligt)       | Kickass Productions                   | 20 oktober 2012   | 3    | 3:00 | Seguin, TX, USA          |                               |
| Vinst    | 2–0   | David Salazar         | TKO (slag)                | El Orgullo del Valle                  | 16 mars 2013      | 1    | 0:34 | Pharr, TX, USA           |                               |
| Förlust  | 2–1   | Jamall Emmers         | Domslut (delat)           | Hero FC Pride of the Valley 2         | 21 juni 2013      | 3    | 5:00 | Pharr, TX, USA           |                               |
| Vinst    | 3–1   | Joel Scott            | Domslut (enhälligt)       | Hero FC Texas Pride                   | 28 september 2013 | 3    | 3:00 | Beaumont, TX, USA        |                               |
| Vinst    | 4–1   | Martin Walker         | TKO (slag)                | Hero FC Best of the Best 3            | 12 september 2014 | 1    | 2:59 | Brownsville, TX, USA     |                               |
| Vinst    | 5–1   | Jacob Capelli         | Domslut (enhälligt)       | Hero FC Best of the Best 4            | 17 januari 2015   | 3    | 3:00 | Brownsville, TX, USA     |                               |
| Vinst    | 6–1   | Rodrigo Sotelo Jr.    | Submission (rear-naked)   | Hero FC Best of the Best 6            | 26 september 2015 | 1    | 4:44 | Brownsville, TX, USA     | Vann Hero FC:s lättviktstitel |
| Vinst    | 7–1   | Chris Pecero          | Submission (rear-naked)   | RFA 41                                | 29 juli 2016      | 1    | 1:27 | San Antonio, TX, USA     |                               |
| Vinst    | 8–1   | Derrick Adkins        | TKO (slag)                | LFA 27                                | 10 november 2017  | 3    | 1:53 | San Antonio, TX, USA     |                               |
| Vinst    | 9–1   | Beneil Dariush        | KO (slag)                 | UFC 222                               | 3 mars 2018       | 1    | 0:42 | Las Vegas, NV, USA       | Performance of the Night      |
| Vinst    | 10–1  | Olivier Aubin-Mercier | Domslut (enhälligt)       | UFC on Fox: Alvarez vs. Poirier 2     | 28 juli 2018      | 3    | 5:00 | Calgary, Alberta, Kanada |                               |
| Förlust  | 10–2  | Donald Cerrone        | TKO (huvudspark och slag) | UFC Fight Night: Cejudo vs. Dillashaw | 19 januari 2019   | 2    | 3:43 | Brooklyn, NY, USA        | Fight of the Night            |
| Vinst    | 11–2  | Francisco Trinaldo    | Domslut (enhälligt)       | UFC on ESPN: dos Anjos vs. Edwards    | 20 juli 2019      | 3    | 5:00 | San Antonio, TX, USA     |                               |
| Förlust  | 11–3  | Drew Dober            | TKO (slag)                | UFC Fight Night: Smith vs. Teixeira   | 13 maj 2020       | 2    | 4:25 | Jacksonville, FL, USA    |                               |